# Военная полиция Корпуса морской пехоты США
Военная полиция Корпуса морской пехоты США (англ. United States Marine Corps Military Police) — правоохранительная структура Корпуса морской пехоты США.

## История

### Вторая мировая война
Согласно Amphibious Operations (Phib), Volume 19, во время Второй мировой войны организация военной полиции Корпуса морской пехоты США предусматривала два основных типа воинских частей: 1) батальон военной полиции Сил Флота морской пехоты (Fleet Marine Force); 2) рота военной полиции дивизии морской пехоты.
Рота военной полиции, входящая в состав дивизии морской пехоты, состояла из трёх взводов и штаба роты. Численность роты составляла около 100 человек. Командир роты являлся также прово-маршалом дивизии. При необходимости рота военной полиции дивизии морской пехоты могла запрашивать поддержку у вышестоящих структур военной полиции Корпуса морской пехоты США.
Батальоны военной полиции Сил Флота морской пехоты, впервые сформированные в конце 1944 года, состояли из четырёх рот военной полиции, роты обслуживания и штаба. Численность одного батальона составляла от 350 до 500 человек.
После окончания Второй мировой войны все батальоны военной полиции были расформированы.

### Война во Вьетнаме
Во время войны во Вьетнаме батальоны военной полиции Корпуса морской пехоты США были вновь сформированы.
В 1970-1971 годах, батальоны военной полиции Корпуса морской пехоты США были повторно расформированы.

### Война в Афганистане
В очередной раз батальоны военной полиции были сформированы в 2010-х годах на основании Marine Corps Bulletin 5400, получив название правоохранительных батальонов. Всего было сформировано четыре правоохранительных батальона, из которых три комплектовались военнослужащими действительной службы (1-й, 2-й, 3-й батальоны) и один — военнослужащими-резервистами (4-й батальон). Каждый батальон включал в себя три правоохранительные роты и штабную роту, которая, в свою очередь, включала в себя взвод кинологов, медицинский взвод, взвод задержания и охраны, взвод криминалистов и дознавателей, а также штаб батальона.
В 2016 году военная полиция Корпуса морской пехоты США организовала свой собственный курс подготовки военных полицейских (Military Police Officer Basic Course) в Форте-Леонард Вуд, штат Миссури.

### Современный период
В 2020-2021 годах все три правоохранительных батальона, укомплектованных военнослужащими действительной службы, были расформированы в рамках реализации Marine Corps’ Force Design 2030 plan.

## Функции
К основным функциям военной полиции Корпуса морской пехоты США относятся:
- охрана важных объектов военного значения
- регулирование движения и сопровождение военного транспорта
- профилактика и пресечение правонарушений среди военнослужащих, содержание задержанных военнослужащих в специально отведённых для этого местах
- конвоирование военнопленных и их содержание в специально отведённых для этого местах
- профилактика и пресечение массовых беспорядков и мародёрства среди гражданского населения в местах своей дислокации
- взаимодействие с лояльными правоохранительными и военными структурами иностранных государств в местах своей дислокации

При реализации указанных функций военнослужащие военной полиции Корпуса морской пехоты США уполномочены производить личный досмотр и досмотр транспортных средств, обыск в помещениях, изъятие предметов и документов, задержание и заключение под стражу, допрос, применять специальные средства и оружие.

## Структура и состав
Военную полицию Корпуса морской пехоты США возглавляет прово-маршал Корпуса морской пехоты США, который подчиняется напрямую коменданту корпуса морской пехоты США.
До 2020 года военная полиция Корпуса морской пехоты США включала четыре правоохранительных батальона, из которых три комплектовались военнослужащими действительной службы (1-й, 2-й, 3-й батальоны) и один — военнослужащими-резервистами (4-й батальон). После 2021 года в составе военной полиции Корпуса морской пехоты США остался лишь один правоохранительный батальон, укомплектованный военнослужащими-резервистами.